# 須衛町
須衛町（すえちょう）は、岐阜県各務原市の地名。現行行政町名は須衛一丁目から須衛町八丁目。
地名は須衛村に因む。

## 地理
各務原市の鵜沼地区に位置する。町域の東部は須衛、須衛稲田、各務東町、西部は蘇原北山町、東山、蘇原持田町、蘇原東門町、テクノプラザ及び岐阜市芥見、岐阜市諏訪山、南部はテクノプラザ、蘇原新生町、各務おがせ町、各務船山町、各務東町、北部は須衛、須衛稲田及び岐阜市大洞、関市倉知に接する。
道路
- 東海北陸自動車道（各務原トンネル）
- 県道17号江南関線
- かかみ・すえ通り

## 歴史
元は各務郡須衛村の一部であり、1897年（明治30年）に各務村と合併し各務村大字須衛の一部となり、1955年（昭和30年）に各務村と鵜沼町との合併で鵜沼町大字須衛の一部となる。1963年（昭和38年）に鵜沼町、那加町、蘇原町、稲羽町と合併し各務原市が発足。各務原市が発足すると各務原市須衛の一部となる。
1966年（昭和41年）頃から山を切り開いて造成が行われ、川崎団地が分譲開始。
1978年（昭和53年）2月1日、須衛の大部分をもって須衛町を設置する。
1998年（平成10年）、蘇原持田町の一部と須衛町の一部をもってを東山を設置する。
2007年（平成19年）12月、須衛町の一部、各務船山町の一部などをもってテクノプラザ一丁目・二丁目が成立。2010年（平成22年）3月、須衛町の一部などをもってテクノプラザ三丁目・四丁目が成立。

## 世帯数と人口
2024年（令和6年）10月1日現在の世帯数と人口は以下の通りである。
| 丁目             | 世帯数  | 人口    |
| ---------------- | ------- | ------- |
| 須衛町一丁目     | 103世帯 | 184人   |
| 須衛町二丁目     | 108世帯 | 233人   |
| 須衛町三丁目     | 65世帯  | 173人   |
| 須衛町四丁目     | 36世帯  | 86人    |
| 須衛町五丁目     | 55世帯  | 126人   |
| 須衛町六・七丁目 | 37世帯  | 73人    |
| 須衛町八丁目     | 86世帯  | 225人   |
| 計               | 490世帯 | 1,100人 |

## 小・中学校の学区
市立小・中学校に通う場合、学区は以下の通りとなる。
| 番・番地等 | 小学校               | 中学校               |
| ---------- | -------------------- | -------------------- |
| 全域       | 各務原市立各務小学校 | 各務原市立鵜沼中学校 |

## 交通
- 岐阜バス倉知線
- 各務原市ふれあいバス蘇原線

## 主な施設
- 各務原市民球場
- 各務原市勤労者総合グラウンド
- 岐阜木材工業団地
- 妙喜寺
- 宝善寺
- 神明神社
- 八幡神社
- サンバレーかかみ野 - 老人保健施設
- ケアハウスだんらん - 高齢者向け住居
- 御林古墳 - 古墳時代後期の古墳。市指定文化財[10]
- 会本古代窯跡 - 平安時代前期の登り窯跡。市指定文化財[10]。